# AKB
Arbejdernes Kooperative Byggeforening s.m.b.a., forkortet AKB, var et almennyttigt og kooperativt boligselskab i København stiftet 1913. I 2007 indgik det i KAB.
Det kooperative AKB var et aktieselskab, der var baseret på en række forskellige håndværks- og produktionsvirksomheder. Formålet med AKB var på den ene side at bygge sunde og tidssvarende arbejderboliger, hvor arbejderklassen havde råd til at bo som et alternativ til lejekasernerne, og samtidig på den anden side at skaffe arbejde til de medlemsvirksomheder, selskabet bestod af.
Blandt initiativtagerne var forbundsformand Jens Christian Jensen og overretssagfører Frits Ortmann. Stifterne var murermester Peter Sørensen, arkitekt Christian Mandrup-Poulsen og overretssagfører og folketingsmand Lauritz Jessen.
Foreningens første byggeri blev opført i 1913 på det nedlagte Frederiksholm Tegl- og Kalkværks arealer i det københavnske sydvestkvarter, Kongens Enghave.

## Formænd
- 1913-1946 Lauritz Jessen
- 1946-1971 Peder Nørgaard
- 1971-1984 Kaj Nielsen
- 1984-1987 Gerda Jensen
- 1987-1996 Jesper Nygård
- 1996-2006 Finn Christensen

## Direktører
- 1913-1943 Frits Ortmann
- 1943-1963 Frederik Dalgaard
- 1963-1970 Evan Sølvkjær
- 1970-1984 Paul Lind
- 1984-1989 Kurt Jacobsen
- 1989-2006 Henning Andersen